# Friedrich Radszuweit
Friedrich Radszuweit (nabij Tsjernjachovsk, 15 april 1876 - april 1932) was een uitgever, schrijver en homoactivist. Hij was een belangrijke figuur in de homo-emancipatiebeweging die ontstond in Weimar Duitsland en een van de grootste uitgevers van lhbt-tijdschriften. Ook leidde hij de Bund für Menschenrecht (BfM) die op haar toppunt claimde 100.000 leden in haar gelederen te hebben. Er is echter latere kritiek gekomen op zijn houding ten tijde van de opkomst van de nazi-partij, die hij niet actief bestreed en zelfs naar de mond praatte.

## Vroege leven
Radszuweit werd geboren in een dorp nabij Tsjernjachovsk, nu onderdeel van Rusland, ten tijde van zijn geboorte nog onderdeel van het Duitse Keizerrijk. Hij kwam uit een familie van boeren en zou enige tijd het leger in gaan. Na zijn periode in het leger was hij een tijdlang een verkoper in Koningsbergen, waarna hij in 1901 vertrok om hetzelfde beroep in Berlijn uit te voeren. Hier raakte hij al snel betrokken bij de zogeheten 'vriendschapsverenigingen', een dekmantel voor sociale verenigingen waar homoseksuelen samen kwamen. Deze verenigingen zouden zich al in 1919 in de Deutscher Freundschaftsverband (DFV) verenigen, dat werkte als een overkoepelende organisatie waarbinnen de kleinere verenigen ook bleven bestaan.

## Na 1922
Radszuweit behoorde tot een Berlijnse vriendschapsvereniging, de Berliner Freundschaftsbund. Tussen de Berlijnse bond en de DFV was al langere tijd wrijving, die in 1922 door een actie van Radszuweit tijdens een ledenvergadering tot ontploffing kwam. Radszuweit pleitte er namelijk voor de naam van de Berlijnse bond te veranderen naar de Bünd für Menschenrecht (BfM) en onttrok daarmee de facto de bond aan de DFV. Het zou een grote concurrentiestrijd tussen de DFV, die ook in 1923 nog andere bonden aan de BfM verloor, en de BfM starten.

### Respectabiliteitspolitiek
Die concurrentiestrijd uitte zich ook in de tijdschriften die Radszuweit zou publiceren na de splitsing. Een verkoper in hart en nieren, begreep Radszuweit al snel dat hij binnen de DFV en de BfM een grote ontgonnen markt voor publicaties had gevonden; de onbediende homoseksuelen. Radszuweit meende dat de emancipatie van de 'eerzame' homoseksueel niet ver weg was. Hij richtte zich echter op wat tegenwoordig wel aangeduid wordt al respectabiliteitspolitiek. Hij omschreef de vrouwelijke homoseksuelen, mannelijke sekswerkers en transpersonen als 'het slijk der aarde'. Zij moesten in zijn visie achtergelaten worden om de 'goede, respectabele' homo's de kans te krijgen hun plekje in de Weimarrepubliek te verwerven. Als zij daarbij verder gemarginaliseerd zouden worden, dan was dat in Radszuweits mening een offer dat gebracht moest worden.
Toen de nazi's langzaam aan steeds meer macht veroverden, was dit ook de houding die Radszuweit had tegenover zijn Joodse medeburgers; hij gebruikte antisemitische retoriek. Deze retoriek kan een poging zijn geweest om de aandacht van homoseksuelen af te houden, maar het is ook niet ondenkbaar dat het hier zijn daadwerkelijke mening betrof. Zijn partner, Martin Radszuweit (1900-1933), die hij als zijn zoon adopteerde om hem tot zijn wettige erfgenaam te maken, behoorde tot de Hitlerjugend. Ze ontmoetten elkaar terwijl Martin op straat vocht met communisten.

### Tijdschriften

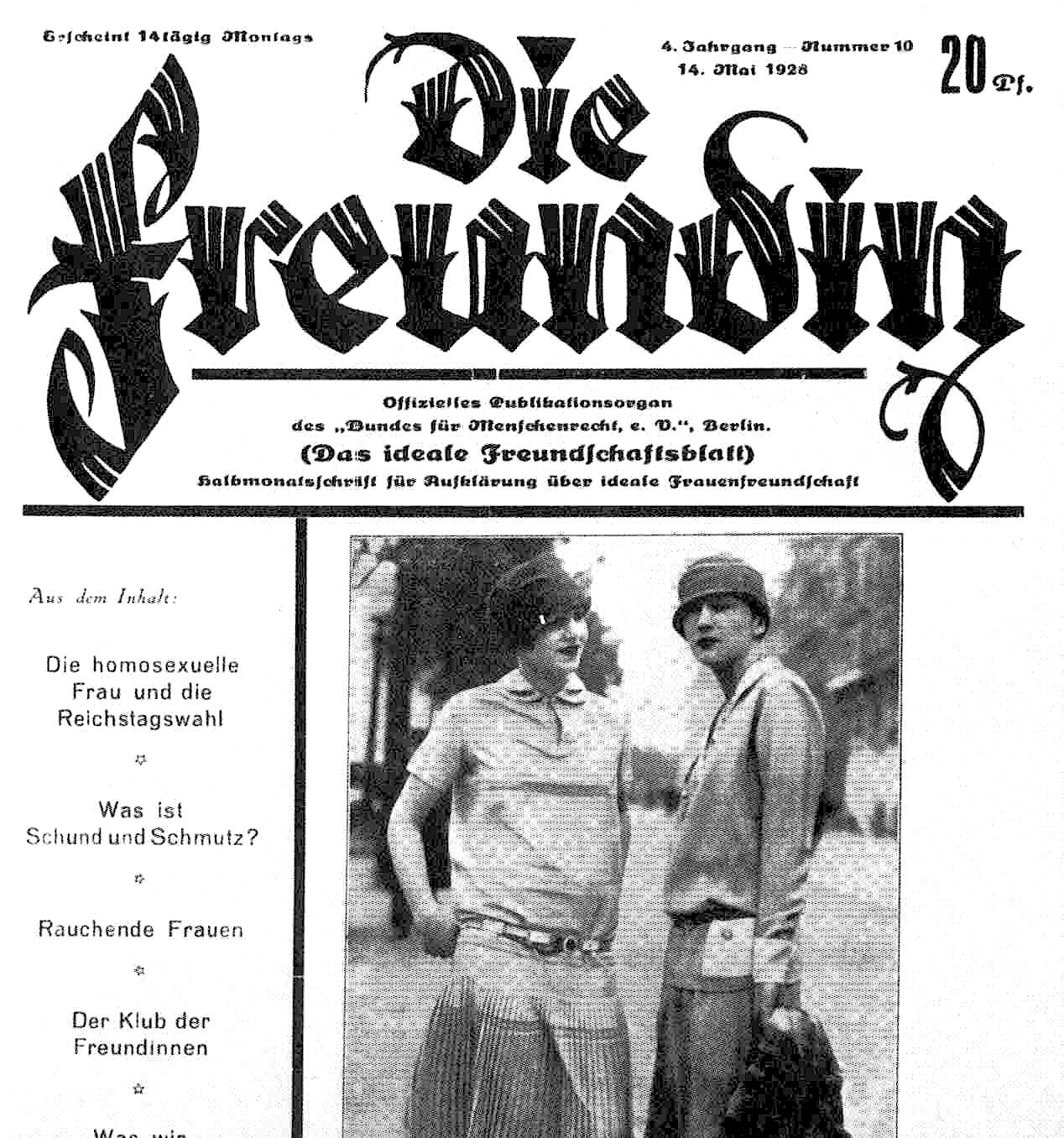
Voorpagina van Die Freundin (1928), één van de eerste tijdschriften die Radszuweit publiceerde

Radszuweit mocht dan misschien geen respect hebben voor transgenders en andere 'niet respectabele' lhbti'ers in zijn kring, hij vond het geen enkel punt geld aan hen te verdienen. Dit uitte zich bijvoorbeeld in Die Freundin (1924-1933), een lesbisch tijdschrift dat hij zou publiceren en waar ook veel aandacht was voor zogeheten 'transvestiten'. Vanaf 1930 zou hij ook Das 3. Geschlecht, specifiek gericht op deze transvestiten, publiceren. Andere tijdschriften die hij zou publiceren waren het Zeitschrift für Menschenrecht (1923-1933), één van zijn eerste bladen en een clubblad voor de BfM, in directe concurrentie met Das Freundschaftsblatt van de DFV, hun clubblad en Die Insel: Magazin der Einsamen (1926–1931), gericht op homoseksuelen.

## Overlijden
Radszuweit en de zijnen draaiden zichzelf een rad voor ogen en dachten dat ze de 'minder respectabele' en Joodse mensen uit hun gemeenschap konden offeren om de nazi's en Hitler te overtuigen goed om te gaan met de 'respectabele' homoseksuelen. Zij zagen in de hoge positie die Ernst Röhm, die ook homoseksueel was, vervulde een belofte en mogelijkheid. Röhm zou vermoord worden tijdens de Nacht van de Lange Messen, maar dat zou Radszuweit niet meer meemaken. Hij stierf in 1932 aan de gevolgen van tuberculose. Zijn geadopteerde zoon en partner Marin Radszuweit, zou zijn hele tijdschriftenimperium erven. De Sturmabteilung zou in februari een jaar later de uitgeverij verwoesten. In datzelfde jaar stierf ook Martin.